# La Donzell d'Urgell
La Donzell d'Urgell és un poble agregat al municipi d'Agramunt, a la comarca catalana de l'Urgell. El poble està situat a la carena de la serra de Montclar, que travessa el terme d'est a oest. El topònim de Donzell provindria del llatí dominicellu -senyoret-, de carduncellus -card-, o de dracuncellus -drac-l, però la versió més versemblant és la d'una planta anomenada donzell, coneguda per les seves propietats digestives i base en l'elaboració del vermut. La planta apareix a l'escut de la població. Donzell d'Urgell com a població va ser municipi en solitari fins a 1857 moment en què es va crear el municipi de Doncell conjuntament amb les poblacions veïnes de Montclar d'Urgell, Les Puelles i Rocabertí de Sant Salvador, fins que finalment el 1970 totes les poblacions del municipi de Doncell van passar a formar part del municipi d'Agramunt.
L'entramat de carrerons i placetes manté l'estructura medieval original. Hi destaquen el Castell de la Donzell, actualment casal social, l'església de Sant Pere, bastida durant el segle xvii, d'estil barroc, i la capella o ermita de Sant Roc, del segle xv.
La festa major del poble té lloc a la fi de l'estiu, entre els dies 16 d'agost i 23 d'agost.